# Прапор Сваляви
Пра́пор Сваляви — офіційний символ міста Свалява Свалявського району Закарпатської області, затверджений 15 вересня 2000 р. рішенням сесії міської ради.
Прямокутне полотнище із співвідношенням 2:1 складається з трьох смуг жовтого, білого і зеленого кольорів, розділених похило справа. У центрі полотнища щиток: в синьому полі свята з жовтим німбом, в білому одязі і жовтому плащі, що тримає в руці білу чашу, з якої б'є білий фонтан, увінчаний зеленою ялиною.